# Fuggerschloss Türkenfeld

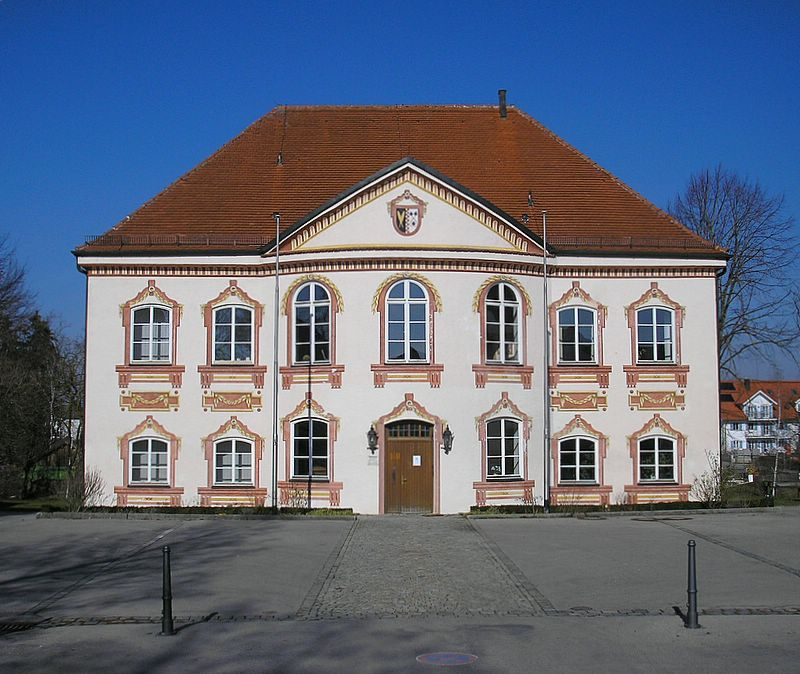
Türkenfeld Schloss

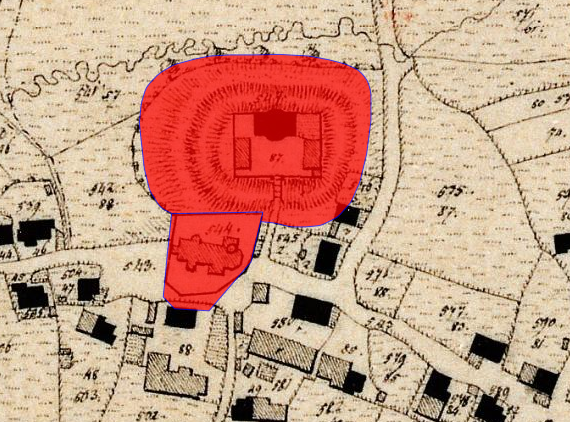
Lageplan von Fuggerschloss Türkenfeld auf dem Urkataster von Bayern

Das Fuggerschloss Türkenfeld ist heute das Rathaus der oberbayerischen Gemeinde Türkenfeld. Das Schloss befindet sich unmittelbar nördlich der Pfarrkirche Mariä Himmelfahrt in Türkenfeld. Die Anlage ist unter der Aktennummer D-1-79-149-3 als Baudenkmal verzeichnet. „Untertägige mittelalterliche und frühneuzeitliche Befunde im Bereich von Schloss Türkenfeld und seiner Vorgängerbauten“ werden zudem als Bodendenkmal unter der Aktennummer D-1-7832-0293 geführt.

## Geschichte
Das Ortsadelsgeschlecht der Türkenfelder (von Durgenfeld) war erstmals Ende des 12. Jahrhunderts nachweisbar. Deren Besitz ging schon im 14. Jahrhundert zum Teil an das Kloster Fürstenfeld, zum Teil an die spätere Hofmark Türkenfeld über. Das im 13. Jahrhundert als Burgveste erbaute erste Schloss erwarben 1598 die Grafen Fugger-Kirchberg, die es zu einem Jagdschlösschen umbauten. Der Bau wurde im Dreißigjährigen Krieg zerstört. Um 1660 erfolgte der Neubau des Schlosses, 1725 die erneute Umgestaltung zu einem Jagdschloss. Seit 1853 befindet sich das Schloss im Besitz der Gemeinde, welche es seit 1973 als Rathaus nutzt.

## Baubeschreibung
Das Schloss ist ein zweigeschossiger Walmdachbau mit konvexem Risalit und Dreiecksgiebel, um 1725. Die illusionistische Fassadenmalerei wurde erneuert. Die Nebengebäude sind erdgeschossig mit Walmdach (18. Jahrhundert).